# Sant Antoni de Portmany
Sant Antoni de Portmany (em catalão e oficialmente; em castelhano: San Antonio Abad) é um município da Espanha na ilha de Ibiza, província e comunidade autónoma das Ilhas Baleares. Tem 126,8 km² de área e em 2021 tinha 27 205 habitantes (densidade: 214,6 hab./km²).

## Demografia
| Variação demográfica do município entre 1991 e 2004 [carece de fontes?] | Variação demográfica do município entre 1991 e 2004 [carece de fontes?] | Variação demográfica do município entre 1991 e 2004 [carece de fontes?] | Variação demográfica do município entre 1991 e 2004 [carece de fontes?] |
| ----------------------------------------------------------------------- | ----------------------------------------------------------------------- | ----------------------------------------------------------------------- | ----------------------------------------------------------------------- |
| 1991                                                                    | 1996                                                                    | 2001                                                                    | 2004                                                                    |
| 13558                                                                   | 14292                                                                   | 15081                                                                   | 17407                                                                   |

## O Ovo
O Ovo é o mais conhecido monumento de Sant Antoni, localizando no centro da rotunda de entrada da cidade. Foi erguido no início dos anos 1990 para comemorar o fato de alegadamente lá ser o local de nascimento de Cristóvão Colombo. A estátua e na forma de um ovo, tendo no centro uma de suas caravelas: a Santa Maria. A escolha de um ovo provém da história sobre Colombo melhor vista em Ovo de Colombo.[carece de fontes?]